# Challenger de Drummondville 2024
El torneo Challenger Banque Nationale de Drummondville 2024 fue un torneo de tenis perteneció al ATP Challenger Tour 2024 en la categoría Challenger 75. Se trató de la 17ª edición; el torneo tuvo lugar en la ciudad de Drummondville (Canadá), desde el 11 hasta el 17 de noviembre de 2024 sobre pista dura bajo techo.

## Jugadores participantes del cuadro de individuales
| Preclasificado | País                      | Jugador              | Rank1 | Posición en el torneo |
| 1              | Bandera de Australia      | James Duckworth      | 77    | Primera ronda         |
| 2              | Bandera de Estados Unidos | Aleksandar Kovacevic | 101   | Primera ronda, retiro |
| 3              | Bandera de Argentina      | Juan Pablo Ficovich  | 175   | Primera ronda         |
| 4              | Bandera de Japón          | James Trotter        | 198   | Semifinales           |
| 5              | Bandera de Argentina      | Facundo Mena         | 199   | Segunda ronda, retiro |
| 6              | Bandera de Estados Unidos | Brandon Holt         | 201   | Segunda ronda         |
| 7              | Bandera de Túnez          | Aziz Dougaz          | 205   | Segunda ronda, retiro |
| 8              | Bandera de Australia      | Bernard Tomic        | 207   | Segunda ronda, retiro |

- 1 Se ha tomado en cuenta el ranking del 4 de noviembre de 2024.

### Otros participantes
Los siguientes jugadores recibieron una invitación (wild card), por lo tanto ingresan directamente al cuadro principal (WC):
- Nicolas Arseneault
- Vasek Pospisil
- Jaden Weekes

Los siguientes jugadores ingresan al cuadro principal tras disputar el cuadro clasificatorio (Q):
- Juan Carlos Aguilar
- Robin Catry
- Antoine Ghibaudo
- Ben Jones
- Alfredo Perez
- Patrick Zahraj

## Campeones

### Individual Masculino
- Aidan Mayo derrotó en la final a  Chris Rodesch por 6–3, 3–6, 6–4

### Dobles Masculino
- Robert Cash /  James Tracy derrotaron en la final a  Liam Draxl /  Cleeve Harper por 6–2, 6–4